# Piotr Polczak
Piotr Polczak  (ur. 25 sierpnia 1986 w Krakowie) – polski piłkarz, występujący jako środkowy obrońca

## Kariera
Jest wychowankiem MMKS Dąbrowa Górnicza, gdzie trenował go Jarosław Stępień, następnie grał w GKS Katowice i jako kapitan Cracovii Kraków. Od 27 lutego 2013 był zawodnikiem Wołgi Niżny Nowogród, do której został wypożyczony z Tereka Grozny. Zaliczył dziewięć występów w reprezentacji Polski U-21. 20 sierpnia 2008 zadebiutował w reprezentacji A w rozegranym we Lwowie meczu z Ukrainą (0:1). Jego ostatnim klubem w karierze było Zagłębie Sosnowiec, z którego odszedł po sezonie 2020/2021.
Po zakończeniu kariery był koordynatorem działu skautingu w Zagłębie Sosnowiec. 23 grudnia 2022 został dyrektorem sportowym tego klubu, następnie rok później został odwołany przez zarząd klubu
Od 2021 Piotr Polczak prowadzi spółkę jawną specjalizującą się w robotach budowlanych związanych ze wznoszeniem budynków oraz obsługą rynku nieruchomości. Jego działalność obejmuje zarówno realizację nowych inwestycji budowlanych, jak i zarządzanie oraz obrót nieruchomościami. 

## Statystyki kariery

### Klubowej
(aktualne na dzień 11 lipca 2017)
| Klub                        | Sezon              | Liga               | Liga  | Liga   | Puchar Kraju | Puchar Kraju | Puchar Ekstraklasy | Puchar Ekstraklasy | Europa | Europa | Suma  | Suma   |
| Klub                        | Sezon              | Liga               | Mecze | Bramki | Mecze        | Bramki       | Mecze              | Bramki             | Mecze  | Bramki | Mecze | Bramki |
| --------------------------- | ------------------ | ------------------ | ----- | ------ | ------------ | ------------ | ------------------ | ------------------ | ------ | ------ | ----- | ------ |
| GKS Katowice                | 2004/05            | II liga            | 8     | 0      | 0            | 0            | –                  | –                  | –      | –      | 8     | 0      |
| GKS Katowice                | 2005/06            | IV liga            | ?     | ?      | ?            | ?            | –                  | –                  | –      | –      | ?     | ?      |
| GKS Katowice                | 2006/07            | III liga           | ?     | ?      | ?            | ?            | –                  | –                  | –      | –      | ?     | ?      |
| GKS Katowice                | 2007/08            | II liga            | 14    | 1      | 0            | 0            | –                  | –                  | –      | –      | 14    | 1      |
| Cracovia                    | 2007/08            | I liga             | 13    | 2      | 0            | 0            | 1                  | 0                  | –      | –      | 14    | 2      |
| Cracovia                    | 2008/09            | Ekstraklasa        | 21    | 1      | 2            | 0            | 0                  | 0                  | 2      | 0      | 25    | 1      |
| Cracovia                    | 2009/10            | Ekstraklasa        | 29    | 1      | 1            | 0            | –                  | –                  | –      | –      | 30    | 1      |
| Cracovia                    | 2010/11            | Ekstraklasa        | 14    | 1      | 1            | 0            | –                  | –                  | –      | –      | 15    | 1      |
| Terek Grozny                | 2011/12            | Priemjer-Liga      | 12    | 1      | 0            | 0            | –                  | –                  | –      | –      | 12    | 1      |
| Terek Grozny                | 2012/13            | Priemjer-Liga      | 2     | 0      | 1            | 0            | –                  | –                  | –      | –      | 3     | 0      |
| Wołga Niżny Nowogród (wyp.) | 2012/13            | Priemjer-Liga      | 7     | 0      | 1            | 0            | –                  | –                  | –      | –      | 8     | 0      |
| Wołga Niżny Nowogród        | 2013/14            | Priemjer-Liga      | 17    | 2      | 0            | 0            | –                  | –                  | –      | –      | 17    | 2      |
| Wołga Niżny Nowogród        | 2014/15            | Pierwyj diwizion   | 7     | 0      | 0            | 0            | –                  | –                  | –      | –      | 7     | 0      |
| Cracovia                    | 2014/15            | Ekstraklasa        | 17    | 2      | 1            | 0            | –                  | –                  | –      | –      | 18    | 2      |
| Cracovia                    | 2015/16            | Ekstraklasa        | 31    | 1      | 4            | 0            | –                  | –                  | –      | –      | 35    | 1      |
| Cracovia                    | 2016/17            | Ekstraklasa        | 28    | 1      | 0            | 0            | –                  | –                  | 1      | 0      | 29    | 1      |
| Ogólnie w karierze          | Ogólnie w karierze | Ogólnie w karierze | 220   | 13     | 11           | 0            | 1                  | 0                  | 3      | 0      | 235   | 13     |

### Reprezentacyjnej
| Reprezentacja | Rok     | Występy | Gole |
| ------------- | ------- | ------- | ---- |
| Polska U-21   | 2007    | 7       | 0    |
| Polska U-21   | 2008    | 2       | 0    |
| Polska U-21   | Ogólnie | 9       | 0    |
| Polska U-23   | 2009    | 2       | 0    |
| Polska U-23   | 2010    | 3       | 0    |
| Polska U-23   | Ogólnie | 5       | 0    |
| Polska        | 2008    | 2       | 0    |
| Polska        | 2009    | 3       | 0    |
| Polska        | Ogólnie | 5       | 0    |

| Mecze i gole w reprezentacjach juniorskich | Mecze i gole w reprezentacjach juniorskich | Mecze i gole w reprezentacjach juniorskich | Mecze i gole w reprezentacjach juniorskich | Mecze i gole w reprezentacjach juniorskich | Mecze i gole w reprezentacjach juniorskich | Mecze i gole w reprezentacjach juniorskich | Mecze i gole w reprezentacjach juniorskich | Mecze i gole w reprezentacjach juniorskich |
| #                                          | Data                                       | Reprezentacja                              | Miejsce                                    | Przeciwnik                                 | Rezultat                                   | Gole                                       | Rozgrywki                                  | Przypis                                    |
| ------------------------------------------ | ------------------------------------------ | ------------------------------------------ | ------------------------------------------ | ------------------------------------------ | ------------------------------------------ | ------------------------------------------ | ------------------------------------------ | ------------------------------------------ |
| 1.                                         | 26 marca 2007                              | U-21                                       | Warszawa, Polska                           | Łotwa U-21                                 | 2:0                                        |                                            | Mecz towarzyski                            | [ 9 ]                                      |
| 2.                                         | 22 sierpnia 2007                           | U-21                                       | Zabierzów, Polska                          | Gruzja U-21                                | 3:1                                        |                                            | El. ME U-21 2009                           | [ 10 ]                                     |
| 3.                                         | 7 września 2007                            | U-21                                       | Moskwa, Rosja                              | Rosja U-21                                 | 0:1                                        |                                            | El. ME U-21 2009                           | [ 11 ]                                     |
| 4.                                         | 11 września 2007                           | U-21                                       | Wodzisław Śląski, Polska                   | Kazachstan U-21                            | 1:0                                        |                                            | El. ME U-21 2009                           | [ 12 ]                                     |
| 5.                                         | 12 października 2007                       | U-21                                       | Włocławek, Polska                          | Hiszpania U-21                             | 0:2                                        |                                            | El. ME U-21 2009                           | [ 13 ]                                     |
| 6.                                         | 16 października 2007                       | U-21                                       | Toruń, Polska                              | Rosja U-21                                 | 0:1                                        |                                            | El. ME U-21 2009                           | [ 14 ]                                     |
| 7.                                         | 17 listopada 2007                          | U-21                                       | Ponferrada, Hiszpania                      | Hiszpania U-21                             | 0:3                                        |                                            | El. ME U-21 2009                           | [ 15 ]                                     |
| 8.                                         | 24 maja 2008                               | U-21                                       | Nowy Sącz, Polska                          | Słowacja U-21                              | 2:1                                        |                                            | Mecz towarzyski                            | [ 16 ]                                     |
| 9.                                         | 3 czerwca 2008                             | U-21                                       | Jyväskylä, Finlandia                       | Finlandia U-21                             | 0:1                                        |                                            | Mecz towarzyski                            | [ 17 ]                                     |
| 1.                                         | 8 września 2009                            | U-23                                       | Carmarthen, Walia                          | Walia U-23                                 | 2:1                                        |                                            | Mecz towarzyski                            | [ 18 ]                                     |
| 2.                                         | 17 listopada 2009                          | U-23                                       | Grodzisk Wielkopolski, Polska              | Anglia C                                   | 1:2                                        |                                            | Mecz towarzyski                            | [ 19 ]                                     |
| 3.                                         | 11 sierpnia 2010                           | U-23                                       | Coleraine, Irlandia Północna               | Irlandia Północna U-23                     | 0:2                                        |                                            | U23 International Challenge Trophy         | [ 20 ]                                     |
| 4.                                         | 31 sierpnia 2010                           | U-23                                       | Opalenica, Polska                          | Uzbekistan U-21                            | 2:0                                        |                                            | Mecz towarzyski                            | [ 21 ]                                     |
| 5.                                         | 4 września 2010                            | U-23                                       | Radomsko, Polska                           | Iran U-23                                  | 0:2                                        |                                            | Mecz towarzyski                            | [ 22 ]                                     |

| Występy w reprezentacji Polski | Występy w reprezentacji Polski | Występy w reprezentacji Polski | Występy w reprezentacji Polski | Występy w reprezentacji Polski | Występy w reprezentacji Polski | Występy w reprezentacji Polski |
| l.p.                           | Data                           | Miejsce                        | Rywal                          | Gole                           | Wynik                          | Rozgrywki                      |
| ------------------------------ | ------------------------------ | ------------------------------ | ------------------------------ | ------------------------------ | ------------------------------ | ------------------------------ |
| 1.                             | 20.08.2008                     | Lwów, Ukraina                  | Ukraina                        |                                | 0:1                            | towarzyski                     |
| 2.                             | 14.12.2008                     | Antalya, Turcja                | Serbia                         |                                | 1:0                            | towarzyski                     |
| 3.                             | 07.02.2009                     | Faro, Portugalia               | Litwa                          |                                | 1:1                            | towarzyski                     |
| 4.                             | 09.06.2009                     | Kapsztad, Południowa Afryka    | Irak                           |                                | 1:1                            | towarzyski                     |
| 5.                             | 10.10.2009                     | Praga, Czechy                  | Czechy                         |                                | 0:1                            | el. MŚ 2010                    |